# Фанита Инглиш
Фанита Инглиш (на английски: Fanita English) е психоаналитичка, групова аналитичка, психотерапевтка и авторка на трудове за трансакционния анализ. Тя доразвива в контекст главните възгледи на Ерик Берн, като създава петия вариант – „Аз съм добър – ти си добър – истинно“.

## Биография
Родена е на 22 октомври 1916 година в Галац, Румъния. Прекарва детството си в Истанбул. Следва психология при Жан Пиаже в Парижкия университет, а след дипломирането продължава образованието си в Парижкия институт по психоанализа. След като се премества в САЩ, тя продължава обучението си в Колумбийския университет в Ню Йорк, където се занимава с умственото развитие и грижи за децата. По-късно продължава образованието си в сферата на гещалт терапията при Фриц Перлс в Гещалт институт „Klevelandskom“.
След това основава Източния институт за трансакционен анализ и гещалт (Eastern Institute for TA and Gestalt) във Филаделфия. Продължава да преподава като групов терапевт в цяла Европа и Северна Америка. Живее в Сан Матео, Калифорния.

## Научна дейност
В противоречие със Зигмунд Фройд, Инглиш постулира три основни нагона – нагон на преживяването, нагон на сътворението и нагон на спокойствието. Те се намират в равновесие, както например частите на един организъм не могат една без друга. Фанита Инглиш свързва дълбоко аналитични методи с поведенчески – например обясняващи преживяното – концепции.
През 1979 г. получава награда Ерик Бърн Memorial Scientific Award.

## Публикации
- Tauschhandel der Gefühle – Transaktionsanalyse mit Fanita English (Videokass. 45 Min.) Erlangen: Universität Erlangen-Nürnberg 1987
- Transaktionsanalyse – Gefühle und Ersatzgefühle in Beziehungen. Hamburg 1991, 3. veränderte Neuherausgabe des 1976 erschienen Buches „Transaktionale Analyse und Skriptanalyse: Aufsätze u. Vorträge von Fanita English" Hilarion Petzold & M. Paula [Hrsg]. – Dt. Studienausg. Hamburg: Wissenschaftlicher Verlag Altmann, 1976 vom Orirginal „Selected Articles" (1976)
- Was werde ich morgen tun? Berlin: Institut für Kommunikationstherapie, 1980. ISBN 3-9800439-0-8 Englisches Original: (1977) „What shall I do tomorrow“ in Barnes G. (Hg.) (1977), S. 287 – 347
- Es ging doch gut – was ging denn schief? Beziehungen in Partnerschaft, Familie und Beruf. München: Christian Kaiser Verlag 1982/1992 (jetzt bei Bertelsmann: 6. Auflage)
- English, Fanita & Wonneberger Klaus-Dieter: Wenn Verzweiflung zu Gewalt wird ... Gewalttaten und ihre verborgenen Ursachen. Paderborn: Junfermann Verlag 1992.
- English, Fanita & Pischetsrieder Gerd: Ich – Beruf, Leben, Beziehungen. Hamburg: Pischetsrieder Consulting 1996.